# Let Love In (album Nick Cave and the Bad Seeds)
Let Love In – ósmy studyjny album zespołu Nick Cave and the Bad Seeds. Swoją premierę miał w roku 1994. Na płycie zawarte są bardzo charakterystyczne i znane utwory Cave'a takie jak Do You Love Me? czy Red Right Hand oraz Loverman.
Utwór Loverman został później nagrany, jako cover przez takich wykonawców jak: Martin Gore (zespół Depeche Mode) na jego solowej płycie Counterfeit 2 oraz zespół Metallica na płycie Garage Inc.

## Utwory
1. "Do You Love Me?" – 5:56
2. "Nobody's Baby Now" – 3:52
3. "Loverman" – 6:21
4. "Jangling Jack" – 2:47
5. "Red Right Hand" – 6:10
6. "Let Love In" – 4:14
7. "Thirsty Dog" – 3:48
8. „Ain't Gonna Rain Anymore” – 3:46
9. „Lay Me Low” – 5:08
10. "Do You Love Me? (part 2)" – 6:12

## Skład zespołu
- Nick Cave – śpiew
- Mick Harvey – gitara
- Blixa Bargeld – gitara
- Thomas Wydler – perkusja
- Conway Savage – pianino, instrumenty klawiszowe
- Martyn P. Casey – gitara basowa

### Goście
- Tex Perkins – śpiew
- Rowland S. Howard – śpiew
- Mick Geyer – śpiew
- Nick Seferi – śpiew
- Spencer P. Jones – śpiew
- Robin Casinader – skrzypce
- Warren Ellis – skrzypce
- David McComb – śpiew
- Donna McEvitt – śpiew
- Katharine Blake – śpiew